# Мандалорецът
„Мандалорецът“ (на английски: The Mandalorian) е американски сериал, чиято премиера е Disney+ на 12 ноември 2019 г. Развива се във вселената на Междузвездни войни пет години след събитията във филма „Завръщането на джедаите“ и се върти около мандалорски ловец на глави.
Титулярната роля се изпълнява от Педро Паскал. Първи сезон се състои от осем епизода. Сериалът е подновен за втори сезон, който започва на 30 октомври 2020 г.

## Заснемане
Снимките на първия сезон започват през първата седмица на октомври 2018 г. в Южна Калифорния. Те приключват на 27 февруари 2019 г. На 7 октомври 2019 г. започва заснемането на втори сезон и приключва на 8 март 2020 г.